# Lotfi Laâroussi
Lotfi Laâroussi, né le 8 octobre 1955 à Tunis, est un footballeur tunisien. Il évolue au poste de milieu offensif.
Il joue à l'Espérance sportive de Tunis dans les années 1970 et 1980, remportant notamment le championnat de Tunisie en 1975, 1976 et 1982.

## Palmarès
- Championnat de Tunisie en 1975, 1976 et 1982
- Coupe de Tunisie en 1979 et 1980